# Фарін Петро Опанасович
Петро́ Опана́сович Фа́рін (нар. 20 листопада 1923 — пом. 19 листопада 2001) — заступник командира розвідувального відділення 823-го стрілецького полку 302-ї стрілецької дивізії 60-ї армії 1-го Українського фронту, сержант, повний кавалер ордена Слави.

## Біографія
Народився 20 листопада 1923 року в селі Яхнівці (нині Волочиського району Хмельницької області) в сім'ї селянина. Українець.
Закінчив середню школу. Працював у колгоспі. В Червоній Армії з квітня 1944 року. На фронті із серпня 1944 року.
Розвідник 823-го стрілецького полку (302-га стрілецька дивізія, 60-та армія, Перший Український фронт) молодший сержант Фарін разом з іншими бійцями 14 січня 1945 року ліквідував диверсійну групу ворога, яка спробувала прорватися на командний пункт полку біля населеного пункту Вісліца (14 км на південь від міста Бусько-Здруй, Польща). З автомата знищив понад 10 солдатів противника. 1 лютого 1945 року П. О. Фаріна нагороджено орденом Слави третього ступеня.
Снайпер развідувального взводу того ж полку П. О. Фарін 12 лютого 1945 року при захопленні «язика» поблизу міста Ратибор (нині Рацибуж, Польща) очолював групу забезпечення. У сутичці знищив близько 10 гітлерівців. 21 березня 1945 року Фаріна нагороджено орденом Слави другого ступеня.
Заступник командира розвідувального відділення того ж бойового складу (Четвертий Український фронт) Фарін 8 травня 1945 року при відбитті контратак противника біля населеного пункту Яблунов (Чехословаччина) вогнем із кулемета скосив багато ворожих піхотинців. 15 травня 1946 року Фаріна нагороджено орденом Слави першого ступеня.
1947 року сержант Фарін демобілізувався. Жив у Кам'янці-Подільському. Закінчив сільськогосподарську школу. Працював агрономом.

## Нагороди
- Орден Вітчизняної війни 1-го ступеня;
- Орден Слави трьох ступенів (3-ст. 01.02.1945 № 277757; 2-ст. 21.03.1945 № 19129; 1-ст. 15.05.1946 № 825)
- Медалі.